# مانوئلا مونته‌برن
مانوئلا مونته‌برن (فرانسوی: Manuela Montebrun‎؛ زادهٔ ۱۳ نوامبر ۱۹۷۹) پرتاب‌گر چکش اهل فرانسه است.
وی در مسابقات کشوری و بین‌المللی در مجموع برندهٔ ۳ مدال طلا، ۳ مدال برنز شده‌است.